# Wesley Pardin
Wesley Pardin, né le 1er janvier 1990 au Lamentin (Martinique), est un handballeur international français évoluant au poste de gardien de but.
Il mesure 1,95 m et pèse 105 kg. Il évolue en équipe de France depuis 2013 et au club de Pays d'Aix UC depuis 2017. Il rejoint à l'été 2024 l'USAM Nîmes Gard.

## Biographie

### Enfance et formation
Wesley Pardin est originaire du Lamentin en Martinique. Jeune, il se forge un fort caractère et se souvient en 2020 : « Chez moi, il ne fallait pas se laisser marcher dessus, être quelqu’un de dominant ». Il débute par le football comme gardien de but et se met à jouer au handball seulement en 2002, à douze ans.
En 2006, il arrive en France métropolitaine et rejoint le centre de formation du Toulouse Union HB et le Pôle espoirs local. Habitué à venir souvent en Métropole avec les stages nationaux, Wesley est logé chez une famille martiniquaise dont le fils est aussi au pôle espoirs. À seize ans, il joue déjà en Nationale 2 avec l'équipe réserve. Son entraîneur Joël Da Silva déclare alors : « Il a une stature internationale, un savoir-faire très avancé pour son âge. »  Le jeune gardien poursuit en même temps ses études, un bac pro électrotechnique, où il obtient aussi de bons résultats.

### Révélation à Toulouse
| Période   | Nom                     |
| --------- | ----------------------- |
| 2008-2010 | Fabien Arriubergé       |
| 2010-2013 | Daouda Karaboué         |
| 2013-2014 | Gonzalo Pérez de Vargas |
| 2014-2016 | Cyril Dumoulin          |
| 2016-2017 | Yassine Idrissi         |

Début 2008, à tout juste 18 ans, il joue ses premiers matchs avec l'équipe professionnelle de Toulouse en D1. Il est intégré en équipe première pour la saison suivante (2008-2009), en tant que remplaçant de Fabien Arriubergé. Pardin totalise 49 arrêts sur 142 tirs (34,51 %) en onze matchs au terme de son premier exercice.
En juin 2012, Pardin prolonge son contrat de deux saisons. Lors de la première journée de D1 2012-2013, le jeune gardien réalise le plus d'arrêt (dix-sept) tout match confondu et aide son équipe à obtenir le nul face à Aix. Le 13 mars 2013, exceptionnellement préféré à Daouda Karaboué pour la 18e journée, Wesley Pardin réalise 21 arrêts contre Saint-Raphaël (26-22) dans un match important de la lutte pour le maintien. Aux côtés de l'international Daouda Karaboué dans le but toulousain, Pardin devient un joueur important de l'équipe.

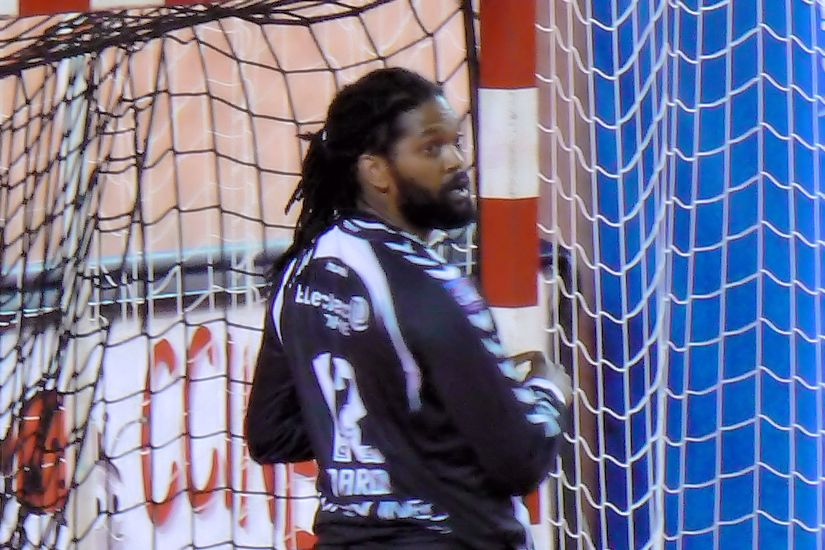
Pardin avec Toulouse en mars 2014.

En janvier 2014, le portier prolonge son contrat arrivant à échéance de trois ans. En mars suivant, avec l'international espagnol Gonzalo Perez de Vargas, Pardin forme la meilleure doublette de gardiens de D1 en termes d’arrêts (269 arrêts cumulés : 180 pour Perez, deuxième de D1, et 89 pour le Français, 19e).
La première moitié de saison 2014-2015 est en deçà de ses objectifs affichés à la mi-saison, où Wesley Pardin totalise 102 arrêts et partage le but avec l'international français Cyril Dumoulin. En fin de saison, Toulouse s'incline en finale de la Coupe de la Ligue face à Nantes (23-19).

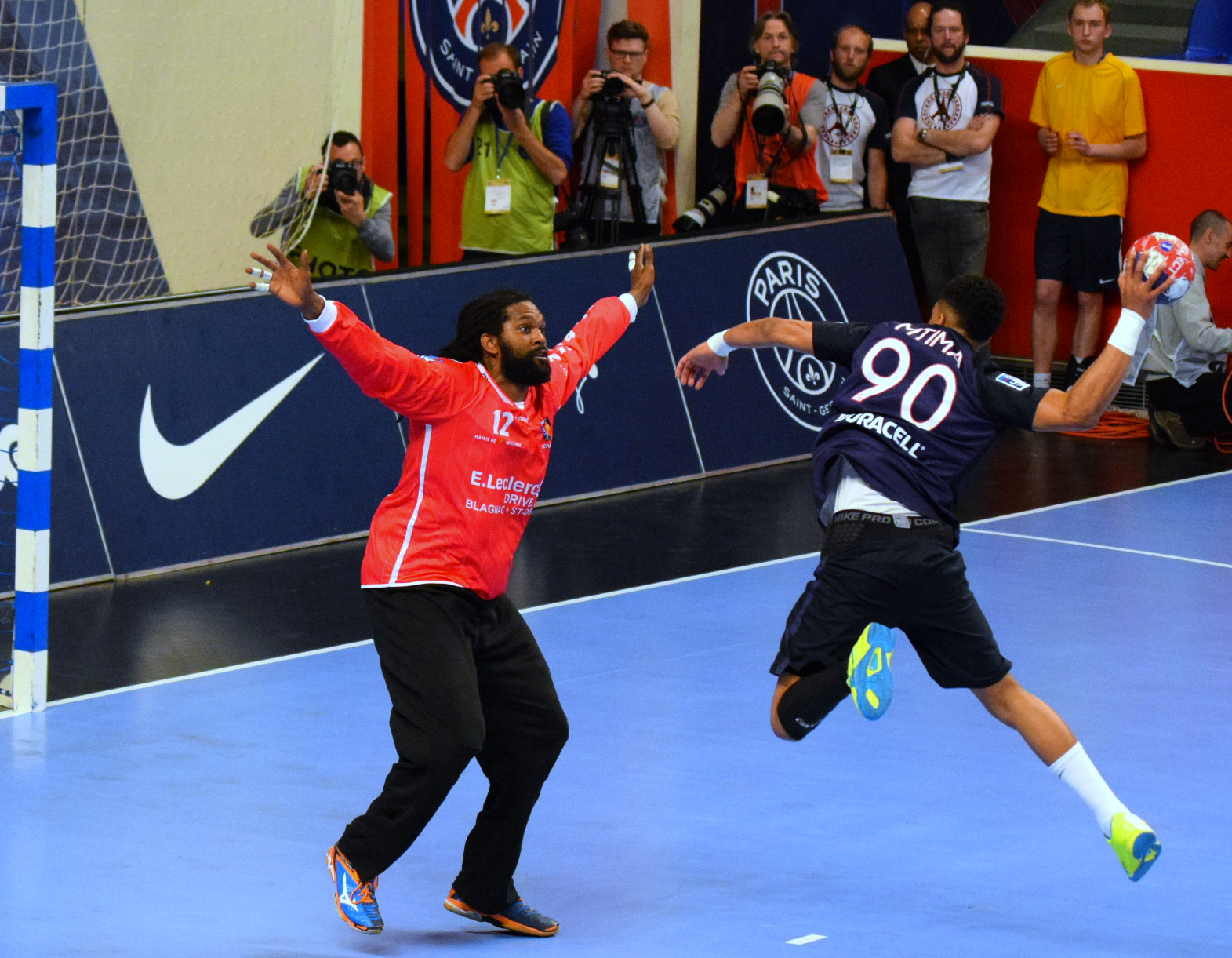
Pardin face à Jeffrey M'Tima du PSG en avril 2016.

Après neuf saisons professionnelles à Toulouse, Pardin s'engage en 2017 pour le Pays d'Aix UC.

### Confirmation à Aix
Durant l'été 2017, Wesley Pardin rejoint le Pays d'Aix UC. En août 2017, il se blesse à une jambe et doit subir une intervention qui nécessite deux mois de repos,.
En 2019, le gardien perd une quinzaine de kilos. Il déclare : « Au début de ma carrière, je devais peser entre 115 et 118 kilos, et j’étais à la peine dès qu’il fallait enchaîner les efforts. (…) J’ai pris conscience que le haut niveau, ce n’est pas simplement aller à l’entraînement et faire les matches. Il y a aussi le travail de l’ombre. Je fais désormais attention à mon hygiène de vie, à mon sommeil. » Le 15 novembre, le Martiniquais réalise 19 arrêts, dont deux penalties, à 46 % face à Créteil (28-23). Pardin présente alors le meilleur total d'arrêt du championnat (93 arrêts à 33 % de réussite). Le joueur instinctif mais inconstant laisse place à un portier capable d’enchaîner les performances avec régularité.
En novembre 2020, le Martiniquais arrête vingt tirs, un de plus que le précédent record de la saison, lors de la victoire à Saint-Raphaël (26-29). Wesley Pardin est élu joueur du mois du championnat de France en décembre 2020, mois au cours duquel il ne descend pas en dessous quinze arrêts par match lors des quatre sorties du PAUC notamment contre Nîmes (30-17, 16 arrêts à 50 %) et à Toulouse (28-38, 15 arrêts à 43 %), s'affirmant comme l'un des tout meilleurs gardiens du Championnat.
En octobre 2023, l'USAM Nîmes Gard annonce l'arrivée de Pardin à l'été 2024 pour trois saisons.

### Carrière internationale

#### Sélections jeunes
Fin 2006, après son arrivée à Toulouse, Wesley Pardin est titulaire en équipe de France -18 ans.
Wesley Pardin est issu de la formation fédérale. Après la sélection jeune, il passe par l'équipe de France junior.

#### Équipe de France A
En octobre 2013, Claude Onesta appelle le portier toulousain de 23 ans en équipe de France A, aux côtés de Cyril Dumoulin et Vincent Gérard, pour compenser la blessure de Thierry Omeyer pour le stage de la Golden League. Le 2 novembre 2013, il honore sa première sélection contre la Norvège lors de la compétition,.
En préambule à l’Euro 2014, Pardin est de nouveau retenu en bleu pour un premier stage à Capbreton fin 2013. À la suite du retour de blessure de Thierry Omeyer, Pardin est réserviste et non-retenu pour la compétition. En mars 2014, il fait partie de la liste pour la troisième étape de la Golden League en tant que quatrième gardien derrière Omeyer, Dumoulin et Gérard. En octobre suivant, il est sélectionné pour disputer les premières rencontres de qualifications à l’Euro 2016, toujours en tant que quatrième portier. À l'été 2015, Pardin est de nouveau quatrième gardien des Bleus pour la Golden League.
Convié aux stages de préparation, il n'est pas dans la course pour être retenu dans l'Équipe de France au Championnat du monde 2015, pour les JO 2016 et au Championnat d'Europe 2016. Le sélectionneur Claude Onesta déclare que le jeune gardien « a rattrapé les autres et va devenir un concurrent direct pour des échéances moins lointaines qu'on l'avait imaginé ». De ce passage, Pardin se souvient en 2019 : « lorsque Claude (Onesta) m’appelait, je ne comprenais pas pourquoi. (…) Je trouvais que c’était trop pour mes épaules. Je n’étais pas le meilleur. » Pardin n'est ensuite pas retenu au sein de l'Équipe de France au Championnat d'Europe 2018 par le nouveau sélectionneur Didier Dinart.
Trois ans après sa dernière sélection, une régularité dans la performance lui permet de retrouver l’équipe de France de Dinart, en avril 2019. Il joue ensuite la Golden League en octobre puis janvier 2020. Pour l'Euro 2020, le gardien est réserviste, le vétéran Yann Genty étant préféré aux côtés de Vincent Gérard. Quelques heures avant le second match du premier tour face à la Norvège, Genty déclare forfait et est remplacé par Wesley Pardin. Il ne prend pas part à la seconde défaite des Bleus éliminés mais joue durant le dernier match de poule anecdotique face à la Bosnie-Herzégovine (31-23).
En novembre 2020, atteint du Covid-19, Pardin ne peut répondre à la première sélection de Guillaume Gille. Néanmoins, il participe bien ensuite au Championnat du monde 2021. Titulaire inattendu en ouverture du Mondial, Wesley Pardin effectue 18 arrêts sur 40 tirs (45%) et participe à la victoire contre la Norvège (28-24). Son comparse Vincent Gérard se relance lors du match suivant contre l’Autriche (Pardin ne joue pas) puis Pardin se blesse gravement lors du match contre la Suisse.
Forfait pour le reste de la compétition puis pour les Jeux olympiques de Tokyo, il retrouve les Bleus au Championnat d'Europe 2022, étant notamment un grand artisan de la victoire contre le Monténégro (36-27) après l'exclusion de Vincent Gérard. La France termine finalement au pied du podium après la défaite face au Danemark lors de la petite finale (où Pardin a été remplacé par Desbonnet) et à titre individuel, Pardin termine la compétition à 29,4 % d'arrêts (30/102) en 8 matchs.

## Style de jeu: gardien souple de caractère

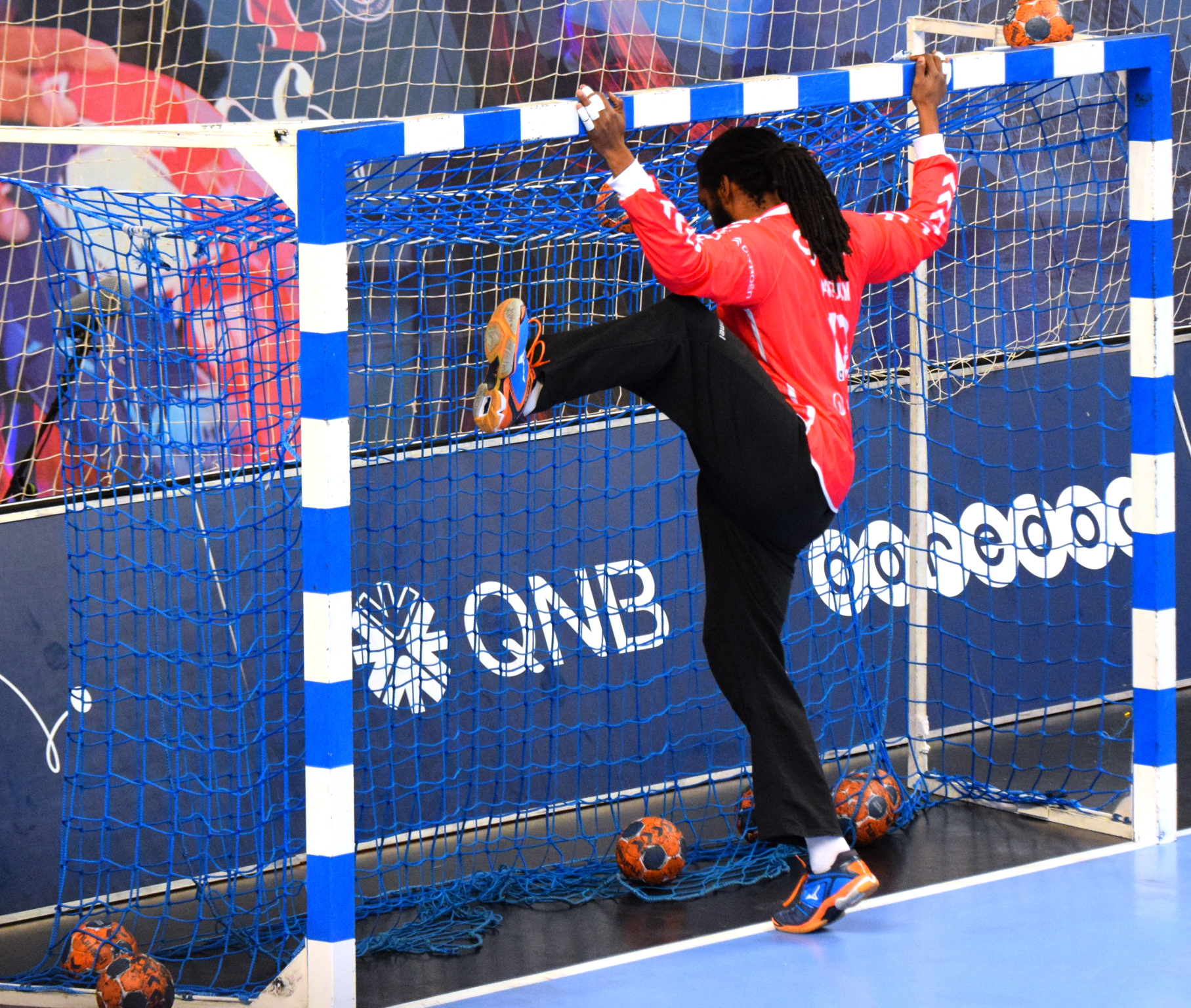
Wesley Pardin est réputé pour sa souplesse.

À son arrivée à Toulouse en 2006, ses entraîneurs lui prêtent « beaucoup d'amplitude, dynamique, explosif, physiquement très fort » ainsi que « souple. Je l'appelle l'homme caoutchouc », ajoute Frédéric Perez, responsable du pôle France à Toulouse. Joël da Silva, son entraîneur au club de Toulouse, ajoute : « Dans ses attitudes, Wesley me fait penser à Karaboué (…), de grande taille, faux lent. »
Le Martiniquais est aussi doté d'un fort caractère. Il confesse en 2020 : « Ce caractère, cette colère que j’ai en moi, c’est autant une force qu’une faiblesse. » Impulsif, parfois jusqu’à l’excès, il ajoute : « Mon objectif, c’est de parvenir à changer cette colère négative en quelque chose de positif. Si je craque, mon adversaire le voit, je suis moins concentré, et donc moins performant. »
À Aix, avec l'entraîneur des gardiens Slaviša Đukanović, Pardin élargie sa palette : « Tout ce travail de fond avait notamment pour objectif de faire plus d’arrêts “faciles”. Avant, je jouais beaucoup à l’instinct, au feeling. Je pouvais faire de grosses parades, mais ces arrêts-là, je ne les faisais pas. »

## Statistiques
| Saison                | Club                  | Championnat           | Championnat | Championnat | Coupe nationale | Coupe nationale | Coupe de la Ligue | Coupe de la Ligue | France | France | Total | Total |
| Saison                | Club                  | Division              | M.          | B.          | M.              | B.              | M.                | B.                | M.     | B.     | M.    | B.    |
| 2007-2008             | Toulouse Handball     | D1                    | 1           | 0           | -               | 0               | -                 | 0                 | -      | 0      | 1     | 0     |
| 2008-2009             | Toulouse Handball     | D1                    | 11          | 0           | -               | 0               | -                 | 0                 | -      | 0      | 11    | 0     |
| 2009-2010             | Toulouse Handball     | D1                    | 26          | 0           | -               | 0               | -                 | 0                 | -      | 0      | 26    | 0     |
| 2010-2011             | Toulouse Handball     | D1                    | 22          | 0           | -               | 0               | -                 | 0                 | -      | 0      | 22    | 0     |
| 2011-2012             | Fenix Toulouse        | D1                    | 26          | 0           | -               | 0               | -                 | 0                 | -      | 0      | 26    | 0     |
| 2012-2013             | Fenix Toulouse        | D1                    | 23          | 0           | -               | 0               | 2                 | 0                 | -      | 0      | 25    | 0     |
| 2013-2014             | Fenix Toulouse        | D1                    | 25          | 0           | -               | 0               | 1                 | 0                 | -      | 0      | 26    | 0     |
| 2014-2015             | Fenix Toulouse        | D1                    | 25          | 0           | -               | 0               | 4                 | 0                 | -      | 0      | 29    | 0     |
| 2015-2016             | Fenix Toulouse        | D1                    | 26          | 0           | -               | 0               | 3                 | 0                 | -      | 0      | 29    | 0     |
| 2016-2017             | Fenix Toulouse        | D1                    | 25          | 0           | -               | 0               | 3                 | 0                 | -      | 0      | 28    | 0     |
| Sous-total            | Sous-total            | Sous-total            | 210         | 0           | -               | 0               | 13                | 0                 | -      | 0      | 223   | 0     |
| 2017-2018             | Pays d'Aix UC         | D1                    | 17          | 0           | -               | 0               | 1                 | 0                 | -      | 0      | 18    | 0     |
| 2018-2019             | Pays d'Aix UC         | D1                    | 26          | 0           | -               | 0               | -                 | 0                 | -      | 0      | 26    | 0     |
| 2019-2020             | Pays d'Aix UC         | D1                    | 17          | 0           | -               | 0               | -                 | 0                 | -      | 0      | 17    | 0     |
| 2020-2021             | Pays d'Aix UC         | D1                    | 10          | 0           | -               | 0               | -                 | 0                 | -      | 0      | 10    | 0     |
| Sous-total            | Sous-total            | Sous-total            | 70          | 0           | -               | 0               | 1                 | 0                 | -      | 0      | 71    | 0     |
| Total sur la carrière | Total sur la carrière | Total sur la carrière | 280         | 0           | -               | 0               | 14                | 0                 | 18     | 0      | 312   | 0     |

## Palmarès
En 2020, Wesley n'a pas encore remporté de titre collectif. Son seul fait d'arme est la finale perdue de Coupe de la Ligue française en 2015 avec Toulouse.
Il est nommé joueur du mois du Championnat de France en décembre 2020.